# 阿拉福
阿拉福（西班牙語：Arafo），是西班牙加那利群岛圣克鲁斯-德特内里费省的一个市镇。总面积34平方公里，总人口4995人（2001年），人口密度147人/平方公里。

## 图集

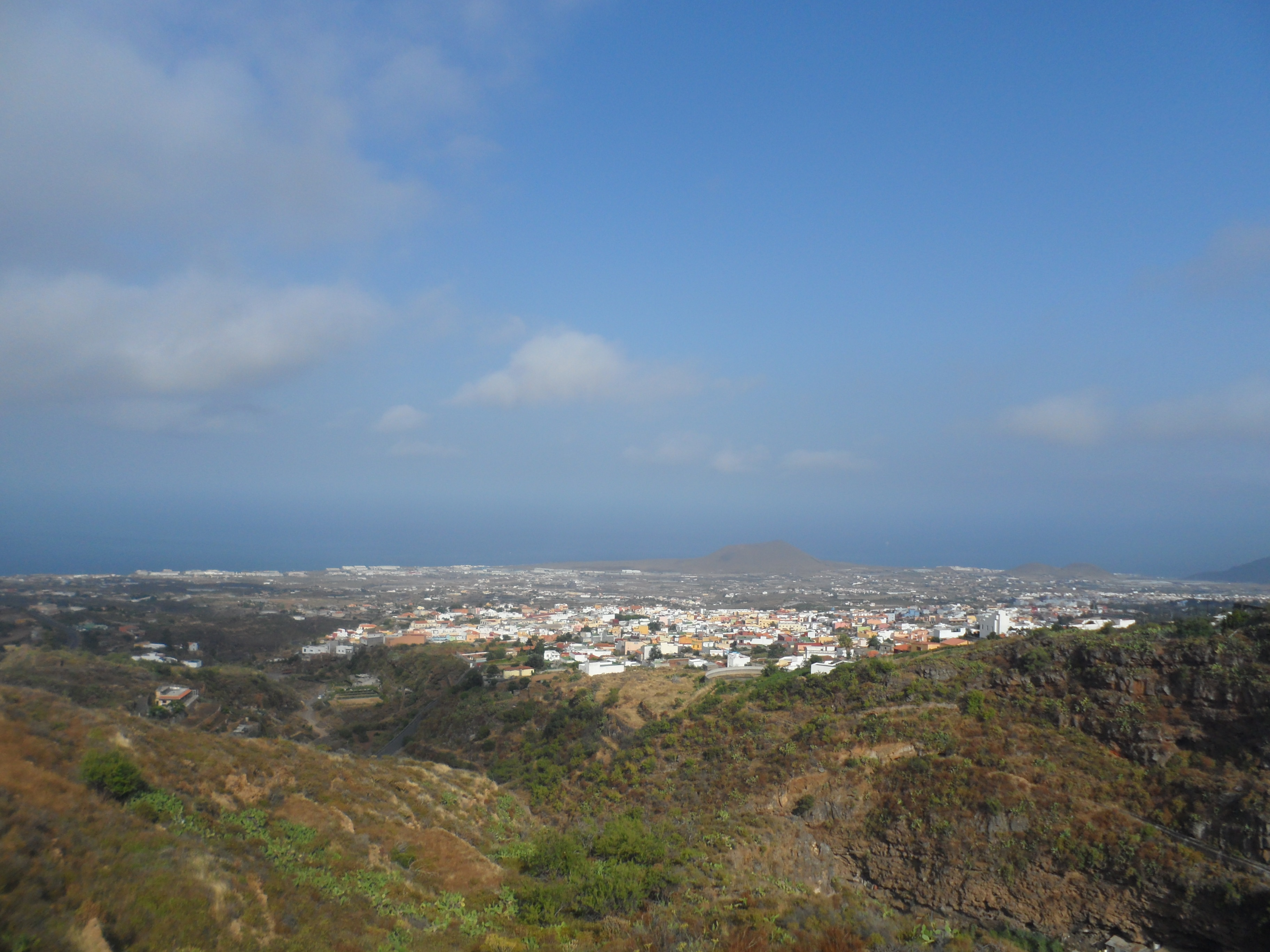
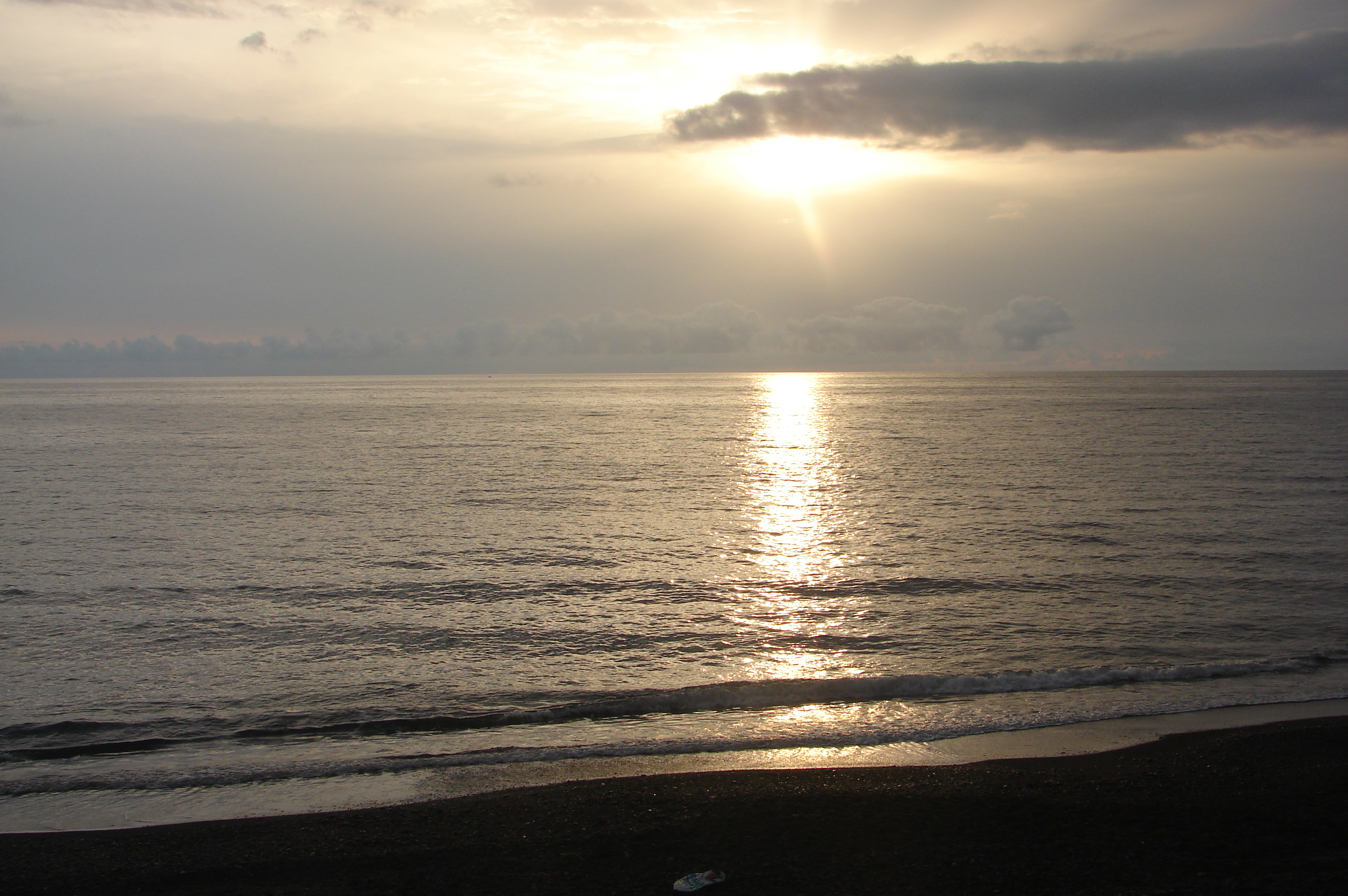
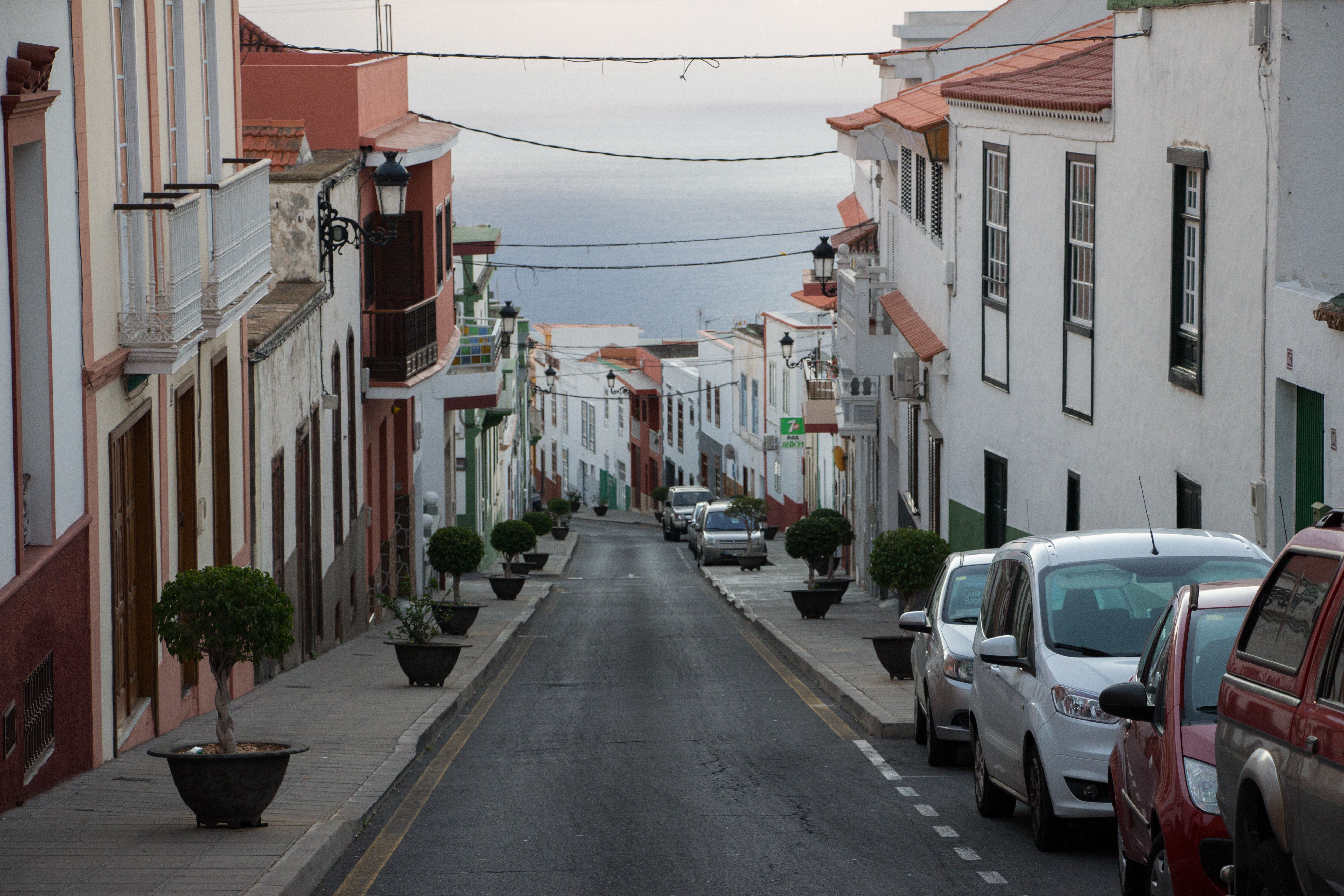
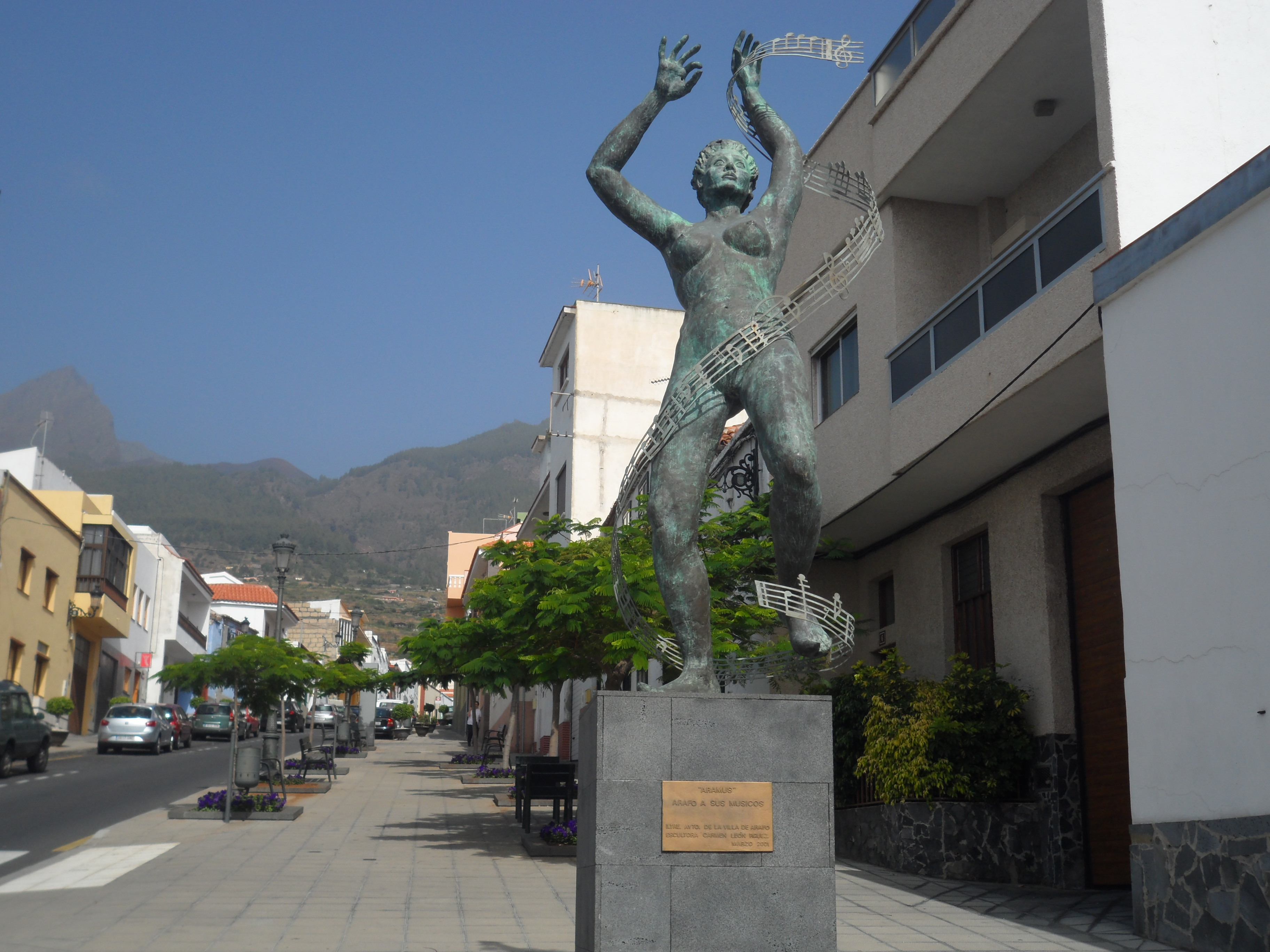

## 人口
| 阿拉福      |
|             |
| [ 1 ] [ 2 ] |